# 아콰라
아콰라(이탈리아어: Aquara)는 이탈리아 캄파니아주 살레르노도에 위치한 코무네다.